# Guatambu
Guatambu är en kommun i Brasilien.   Den ligger i delstaten Santa Catarina, i den södra delen av landet, 1 400 km söder om huvudstaden Brasília. Antalet invånare är 4 675.
I omgivningarna runt Guatambu växer huvudsakligen savannskog. Runt Guatambu är det ganska tätbefolkat, med 93 invånare per kvadratkilometer.